# Svalan (motorbåt)

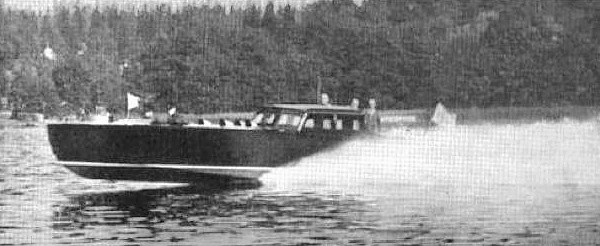
M/Y Svalan, 1930-talet

M/Y Svalan kallades den sista av finansmannen Ivar Kreugers snabbgående motorbåtar, konstruerad av Ruben Östlund och byggd på Lidingövarvet vid Islingeviken i Lidingö 1928.

## Historik

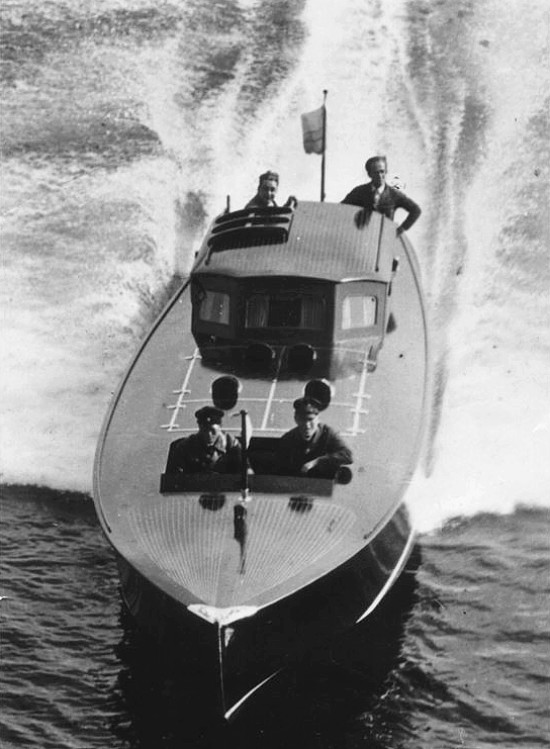
Svalan på 1930-talet.

Ivar Kreugers grundavsikt med den snabbgående båten antas ha varit att på snabbast möjliga sätt, helst inom en timme, ta sig från sin representationsvilla vid Lilla Skuggan på Norra Djurgården, där båten hade sin hemmahamn, ut till sitt fritidshus på Ängsholmen i nordvästra delen av Kanholmsfjärden, en sträcka på cirka 28 distansminuter vid färd söder om Lidingö via Oxdjupet – Lindalssundet.
Efter Ivar Kreugers bortgång 1932 såldes båten vid en exekutiv auktion, eftersom både koncernen Kreuger & Toll och Kreugers dödsbo hade försatts i konkurs, inbegripet såväl Kreugerkoncernens samtliga fastigheter och kontorsinventarier. Båten bytte ägare flera gånger. Den hamnade till slut på 1960-talet hos en familj i Norge. Vid avlastningen på familjens tomt brast lyftstropparna och Svalan föll i marken och bröts sönder i två delar, varefter båten höggs upp.
Ritningsunderlag, historien bakom Svalan och en mängd fotografier på båten som togs i samband med leveransen 1928 finns bevarade..

## Beskrivning
Båten var av så kallad 1-stegs hydroplan-typ med fartresurser på över 50 knop. Motorn var en marinkonverterad flygplansmotor, en nästan två meter lång vätskekyld V12-motor, ursprungligen en Hispano-Suiza motor som Wright Aeronautical Corporation i USA tillverkade på licens. Motorn vägde 950 kg och utvecklade 500 hk. Denna första motor, som gav båten en toppfart på 46 knop, var dock inte Kreuger nöjd med. I beställningen hade han angivit en toppfart på minst 50 knop. En ny motor av samma fabrikat installerades därför, nu med en effekt på 650 hk, som gav båten en toppfart på 52,3 knop vilket Kreuger var nöjd med. Bensintanken rymde 1 000 liter och båten drog cirka 175 lit/timme.
Båten krävde två mans besättning. Denna satt i en sittbrunn i främre delen av däcket. Sittbrunnen var från början inte försedd med vindruta.

### Specifikationer

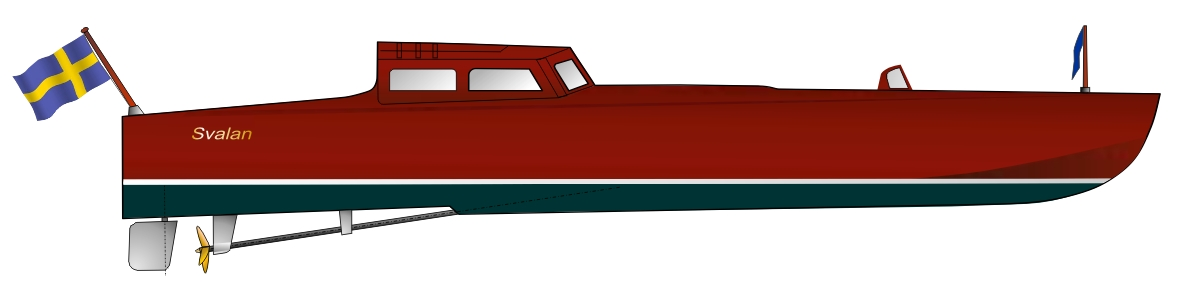
Svalan

- Material; Byggnadssätt: Hondurasmahogny
- Byggnadssätt: Listkravell på kontursågade ekspant
- Skrovtyp: V-botten, skarpa slag, enstegsbotten
- Längd: 11,4 meter
- Bredd: 2,6 meter
- Djupgående: 1,0 meter
- Deplacement: 4,9 ton
- Bränsletankens volym: 1.000 liter
- Motorer: Två Wright marinkonverterade flygplansmotorer, V12, 31,9 liters slagvolym (1929(
- Max avgiven effekt: 650 hk
- Bränsleförbrukning: nominellt 175 lit/timme.
- Maxfart: 52,3 knop

### Rekonstruktion

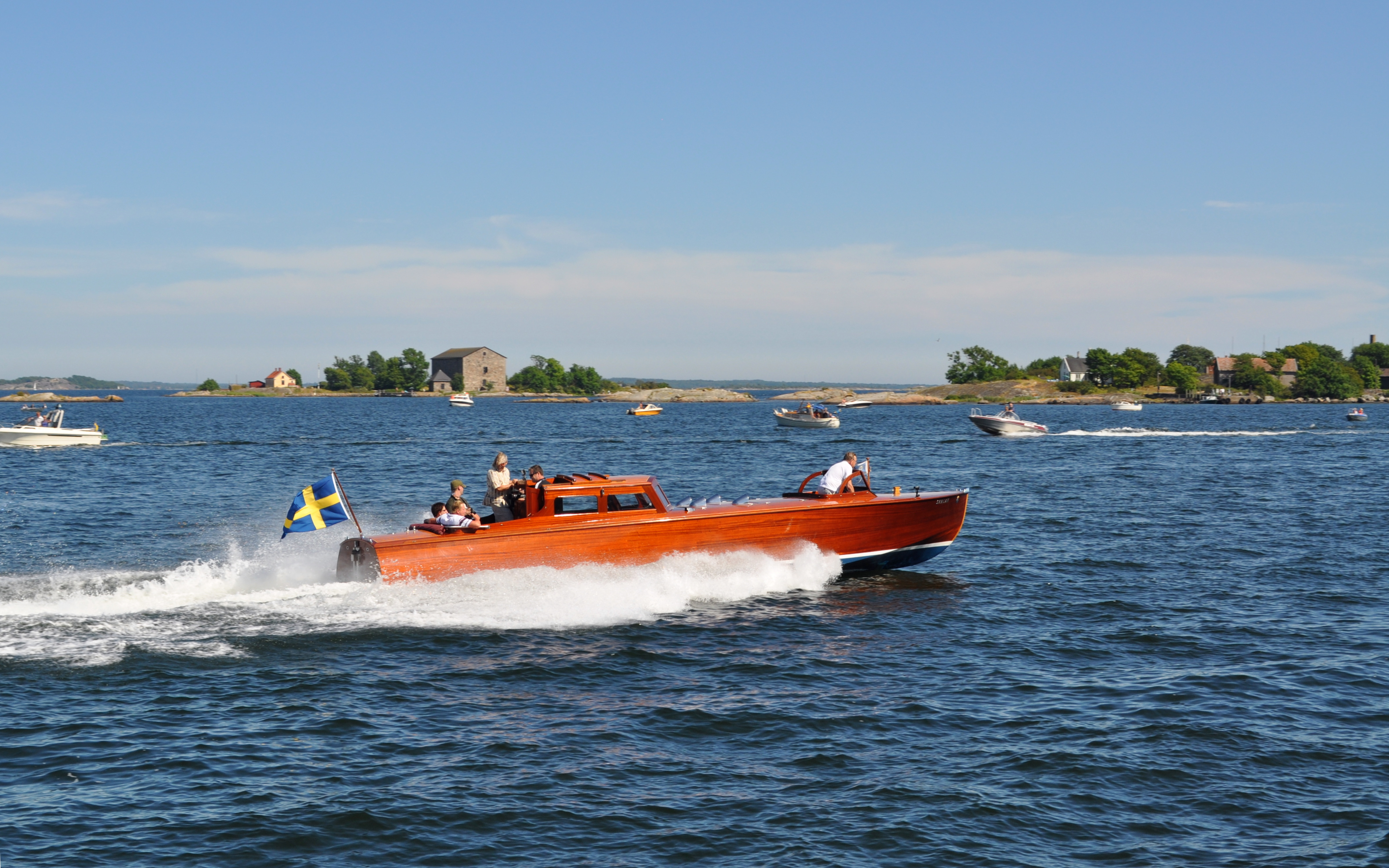
Den senast byggda Svalan

Två kopior av båten har byggts. Det första exemplaret, byggt av Johansson & Son Båtbyggeri i Holmsund, visades upp på båtmässan "Classic Boat Show" i Älvsjö, Stockholm i mars år 2000. Det exemplaret brann upp vintern 2000–2001 genom en olyckshändelse vid svetsningsarbeten som pågick intill Svalan, när den låg upplagd på land, varvid ytterligare en kopia byggdes av Johansson & Son Båtbyggeri, som från 2012 visades i Museihusets lokaler i Linköping.